# 挪威廣播公司黃金電台
挪威廣播公司黃金電台（挪威語：NRK Gull）是挪威廣播公司一條已經不復存在的電台頻道，於2006年10月正式開播，主要負責重播以前公司各類電台節目。這條頻道後來已經在2013年10月2日結束廣播，其功能部分由「挪威廣播公司第一套節目+」（NRK P1+）繼承。